# Europees kampioenschap voetbal 2020 (Groep A) Wales - Zwitserland
Dit artikel gaat over de wedstrijd in de groepsfase in groep A tussen Wales en Zwitserland die gespeeld werd op zaterdag 12 juni 2021 in het Olympisch Stadion te Bakoe tijdens het Europees kampioenschap voetbal 2020. Het duel was de tweede wedstrijd van het toernooi.

## Voorafgaand aan de wedstrijd
- Wales stond voorafgaand aan dit toernooi op de zeventiende plaats van de FIFA-wereldranglijst. Elf Europese landen en EK-deelnemers stonden boven Wales op die lijst. Ondertussen stond Zwitserland op de dertiende plaats van de FIFA-wereldranglijst. Acht Europese landen en EK-deelnemers stonden boven Zwitserland op die lijst.
- Voorafgaand aan deze wedstrijd troffen Turkije en Italië elkaar al zeven keer eerder. Wales won twee van deze wedstrijden, Zwitserland zegevierde vijfmaal. Nooit eerder speelden deze teams op een groot eindtoernooi tegen elkaar.
- Wales stond voor een tweede keer op een EK-eindronde, nadat de halve finales bereikt werden op het EK 2016. Zwitserland nam voor een vierde keer deel aan een EK-eindronde. Op het EK 2016 werd Zwitserland in de achtste finales na strafschoppen verslagen door Polen.

## Wedstrijdgegevens[1]
| Datum                  | 12 juni 2021                                                                                  | 12 juni 2021                                                                                  |
| Wedstrijdnummer        | 2                                                                                             | 2                                                                                             |
| Stadion                | Olympisch Stadion, Bakoe                                                                      | Olympisch Stadion, Bakoe                                                                      |
| Toeschouwers           | 8.782                                                                                         | 8.782                                                                                         |
| Scheidsrechter         | Clément Turpin                                                                                | Clément Turpin                                                                                |
| Assistenten            | Nicolas Danos Cyril Gringore                                                                  | Nicolas Danos Cyril Gringore                                                                  |
| Vierde official        | Srđan Jovanović                                                                               | Srđan Jovanović                                                                               |
| Videoscheidsrechters   | François Letexier Jérôme Brisard (assistent) Benjamin Pagès (assistent) Paweł Gil (assistent) | François Letexier Jérôme Brisard (assistent) Benjamin Pagès (assistent) Paweł Gil (assistent) |
| Man van de wedstrijd   | Breel Embolo                                                                                  | Breel Embolo                                                                                  |
|                        | Wales                                                                                         | Zwitserland                                                                                   |
| Doelpunten             | 1                                                                                             | 1                                                                                             |
| Gele kaarten           | 1                                                                                             | 2                                                                                             |
| Rode kaarten           | 0                                                                                             | 0                                                                                             |
| Wissels                | 2                                                                                             | 2                                                                                             |
| Schoten op doel        | 2                                                                                             | 4                                                                                             |
| Schoten naast doel     | 3                                                                                             | 8                                                                                             |
| Overtredingen          | 6                                                                                             | 9                                                                                             |
| Hoekschoppen           | 4                                                                                             | 12                                                                                            |
| Buitenspel             | 0                                                                                             | 4                                                                                             |
| Passnauwkeurigheid (%) | 79                                                                                            | 88                                                                                            |
| Balbezit (%)           | 38                                                                                            | 62                                                                                            |

| Wales | 1 – 1           | Zwitserland |
| (Joe Morrell) Kieffer Moore 74' | goals (assists) | 49' Breel Embolo (Xherdan Shaqiri) |
| Rob Page | bondscoach      | Vladimir Petković |
| Danny Ward Connor Roberts Joe Rodon Ben Davies Chris Mepham Joe Morrell Joe Allen Aaron Ramsey 90+3' Daniel James 75' Kieffer Moore Gareth Bale | opstellingen    | Yann Sommer Kevin Mbabu Nico Elvedi Fabian Schär Manuel Akanji Ricardo Rodríguez Granit Xhaka Remo Freuler Xherdan Shaqiri 66' Breel Embolo Haris Seferović 84' |
| David Brooks 75' Ethan Ampadu 90+3' | wissels         | Denis Zakaria 66' Mario Gavranović 84' |
| Kieffer Moore 47' | gele kaarten    | 30' Fabian Schär 63' Kevin Mbabu |
| | rode kaarten    | |